# Eulophia mannii
Eulophia mannii är en orkidéart som först beskrevs av Heinrich Gustav Reichenbach, och fick sitt nu gällande namn av Joseph Dalton Hooker. Eulophia mannii ingår i släktet Eulophia och familjen orkidéer. Inga underarter finns listade i Catalogue of Life.